# ليرد كونيغ
ليرد كونيغ (بالإنجليزية: Laird Koenig)‏ (24 سبتمبر 1927، سياتل في الولايات المتحدة)؛ كاتِب، سيناريست وروائي أمريكي.

## روابط خارجية
- ليرد كونيغ على موقع IMDb (الإنجليزية)
- ليرد كونيغ على موقع ألو سيني (الفرنسية)
- ليرد كونيغ على موقع أول موفي (الإنجليزية)
- ليرد كونيغ على موقع قاعدة بيانات برودواي على الإنترنت (الإنجليزية)
- ليرد كونيغ على موقع قاعدة بيانات الأفلام السويدية (السويدية)
- ليرد كونيغ على موقع قاعدة بيانات الفيلم (الإنجليزية)
- ليرد كونيغ على موقع كينوبويسك (الروسية)